# Tetranchyroderma faroense
Tetranchyroderma faroense är en djurart som tillhör fylumet bukhårsdjur, och som beskrevs av Clausen 2004. Tetranchyroderma faroense ingår i släktet Tetranchyroderma och familjen Thaumastodermatidae. Inga underarter finns listade i Catalogue of Life.